# Liste der Gouverneure von Britisch-Nordborneo
Die Liste der Gouverneure von Britisch-Nordborneo enthält die von der britischen Krone eingesetzten obersten Verwaltungsbeamten in der Zeit zwischen der Gründung der North Borneo Chartered Company (1881) und der Gründung von Malaysia (1963):
Erster britischer Gouverneur der Region war 1881 William Hood Treacher. Mit der Besetzung der Region im Jahre 1941 und der Gefangennahme und Deportierung von Gouverneur Smith fiel Nordborneo für fast vier Jahre unter japanische Verwaltung. Nach der Befreiung setzten die Briten Smith wieder an die Verwaltungsspitze. 1963 wurde Nordborneo zu Sabah, einem Bundesstaat des neugegründeten Malaysias und wurde ab dem 16. September vom ersten „Yang di-Pertua Negeri von Sabah“ verwaltet.
| Name                                                                                     | Personendaten    | Amtszeit                           |
| William Hood Treacher                                                                    | (* 1849, † 1919) | 26. August 1881–1887               |
| William Maunder Crocker                                                                  | (* 18??, † ????) | 1887–1888                          |
| Charles Vandeleur Creagh                                                                 | (* 1842, † 1917) | 1888–1895                          |
| Leicester Paul Beaufort                                                                  | (* 1853, † 1926) | 1895–1899                          |
| Hugh Charles Clifford                                                                    | (* 1866, † 1941) | 1900–1901                          |
| Ernest Woodford Birch                                                                    | (* 1857, † 1929) | 1901–1903                          |
| Edward Peregrine Gueritz                                                                 | (* 1855, † 1938) | 1904–1911                          |
| Francis Robert Ellis                                                                     | (* 1849, † 1915) | 1911–1912                          |
| F. W. Fraser                                                                             | (* 18??, † 19??) | 1912 (amtierend)                   |
| James Scott Mason                                                                        | (* 1853, † 1912) | 1912                               |
| F. W. Fraser                                                                             |                  | 1912–1913 (amtierend)              |
| Cecil William Chase Parr                                                                 | (* 1871, † 1943) | 1913–1915                          |
| F. W. Fraser                                                                             |                  | 1915–1916 (amtierend)              |
| Aylmer Cavendish Pearson                                                                 | (* 1876, † 1926) | 1916–1922                          |
| F. W. Fraser                                                                             |                  | 1919 (amtierend für Pearson)       |
| Sir William Henry Rycroft                                                                | (* 1861, † 1925) | 1922–1925                          |
| Aylmer Cavendish Pearson                                                                 | (siehe oben)     | 1925–1926                          |
| John Lisseter Humphreys                                                                  | (* 1881, † 1929) | Oktober 1926 – Dezember 1929       |
| Arthur Frederick Richards                                                                | (* 1885, † 1978) | 1930–1933                          |
| Douglas James Jardine                                                                    | (* 1888, † 1946) | 1934–1937                          |
| Charles Robert Smith                                                                     | (* 1887, † 1959) | 1937 – 18. Januar 1942             |
| unterbrochen durch japanische Okkupation und Kriegsgefangenschaft Smiths bis August 1945 |                  |                                    |
| Charles Robert Smith                                                                     | (siehe oben)     | 10. September 1945 – November 1946 |
| Edward Francis Twining                                                                   | (* 1899, † 1967) | November 1946–1949                 |
| Sir Herbert Ralph Hone                                                                   | (* 1896, † 1992) | 1950–1954                          |
| Sir Roland Evelyn Turnbull                                                               | (* 1905, † 1960) | 4. März 1954–1959                  |
| Sir William Allmond Codrington Goode                                                     | (* 1907, † 1986) | 1959–1963                          |